# 罗嗣扬
罗嗣扬，法国格勒诺布尔大学博士，上海英夫泰尔克软件开发有限公司总经理，中国计算机行业协会第七届理事会理事。曾任上海英夫泰尔克软件工程师、总经理。